# Layvin Kurzawa
Layvin Marc Kurzawa (Fréjus, Franciaország, 1992. szeptember 4. –) francia válogatott labdarúgó, hátvéd. A Premier Leagueben szereplő Fulham FC játékosa, kölcsönben a Paris Saint-Germain-tól.

## Pályafutása

### AS Monaco
Kurzawa az AS Monaco saját nevelésű játékosa. Hivatalosan 2010. szeptember 22-én debütált a felnőttek között a francia ligakupa harmadik fordulójában az RC Lens ellen és 65 percet töltött a pályán kezdőként. Csapata 1–0-s győzelmet aratott. Három nappal később megejtette bajnokiságbeli bemutatkozását is a Loirent elleni, melyen 1–2 arányban kikaptak. Ezen kívül még négy meccsen vetették be, mindegyiken kezdőként. 2011. május 1-jén a 60. perben kiállították a Saint-Étienne elleni, 1–1-re végződő találkozón. A szezon végén a hercegségi gárda kiesett a másodosztályba (Ligue 2), ahol összesen 4 pályára lépést jegyeztek fel a neve mellé. A 2012–13-as évadban bajnokok lettek a második vonalban és ezzel újra kivívták az első osztályban (Ligue 1) lévő szereplést.
A 2013–14-es idényben már alapembernek számított és 28 pályára lépésével, 5 góljával és kiváló védői munkájával segítette az együttesét ahhoz, hogy a Paris Saint-Germain mögött ezüstérmet szerezzenek rögtön újonc évükben. Ennek köszönhetően bekerült a 2013–14-es Ligue 1 év csapatába is.
A 2015–16-os Bajnokok Ligája kiírásban mint az oda, mint a visszavágón eredményes volt a svájci Young Boys ellen, segítve az összesített 7–1-es sikerhez a Monacót.

### Paris Saint-Germain
2015. augusztus 27-én ötéves szerződést írt alá a többszörös bajnokcsapathoz, a Paris Saint-Germainhez 23-25 millió euró ellenében. Szeptember 11-én mutatkozott be Maxwell cseréjekén a 67. percben a Bordeaux elleni 2–2-es döntetlen során. Október 25-én szerezte első gólját a Saint-Étienne elleni, 4–1-es győzelemmel végződő bajnokin.
2016. augusztus 6-án segített Javier Pastorenek gólt szerezni, hozzájárulva így a 4–1-es francia szuperkupa győzelemhez a Lyon ellen. Hat nappal később ő szerezte a csapat legelső gólját a 2016–17-es évadban a Bastia ellen. 2017. március 8-án öngólt vétett az FC Barcelona elleni Bajnokok Ligája nyolcaddöntőjének második találkozóján. A PSG a meccset  6–1-re elvesztette.
2017. október 31-én a Bajnokok Ligája csoportkörének második mérkőzésén 3 gólt is szerzett a belga RSC Anderlecht ellen, amellyel a modern Bajnokok Ligája történetében ő lett az első védő, aki mesterhármast szerzett a sorozatban.
2020. június 29-én bejelentették, hogy Kurzawa 2024-ig meghosszabbította kontraktusát a párizsi klubbal.
A 2020–21-es évad 3. fordulójának rangadóján, a Marseille ellen ő is részese volt az összecsapás végén kitört tömegverekedésnek, amely következtében piros lapot kapott és elhagyta a pályát. Nem sokkal később a Francia labdarúgó-szövetség bejelentette, hogy ő kapja a legtöbb, 6 mérkőzésről való eltiltást a csapatból.

#### Fulham (kölcsönben)
2022. szeptember 1-jén kölcsönvették a 2022/23-as szezonra.
Egy hónappal debütált a Newcastle United elleni 1–4-re elvesztett bajnokin, a második félidőt sérülés miatt nem tudta folytatni.
2023. január 7-én szerezte első gólját, egy 2–0-s győztes angol kupa mérkőzésen a Hull City vendégeként.

### A válogatottban
Kurzawa édesapja guadeloupeai, míg édesanyja lengyel származású, így játszhatna a lengyel válogatottban is.
Végigjárta a francia korosztályos nemzeti csapatokat. 2014. október 14-én a 2015-ös U21-es Európa-bajnokság kvalifikációs selejtezőjén gólt szerzett Svédország ellen és egy csúfolós gólörömmel hergelte annak fiataljait, de a meccset végül a svédek nyerték meg 4–1-re, ez pedig a franciák kiesését jelentette és csúfolódást kamatostul visszakapta. A tornán is végül a svédek diadalmaskodtak.
2014. november 14-én debütált a francia felnőtt válogatottban az utolsó 20 perben Lucas Digne cseréjeként egy Albánia elleni 1–1-es barátságos találkozón.
2016. szeptember 1-jén szerezte első nemzeti gólját Olaszország ellen, egy barátságos mérkőzésen a San Nicola Stadionban.

## Statisztika

### Klubokban
2020. október 19-én frissítve.
| Klub                | Szezon           | Liga             | Liga  | Liga  | Kupa  | Kupa  | Ligakupa | Ligakupa | Európa | Európa | Egyéb | Egyéb | Összesen | Összesen |
| Klub                | Szezon           | Bajnokság        | Mérk. | Gólok | Mérk. | Gólok | Mérk.    | Gólok    | Mérk.  | Gólok  | Mérk. | Gólok | Mérk.    | Gólok    |
| ------------------- | ---------------- | ---------------- | ----- | ----- | ----- | ----- | -------- | -------- | ------ | ------ | ----- | ----- | -------- | -------- |
| AS Monaco           | 2010/11          | Ligue 1          | 5     | 0     | 0     | 0     | 1        | 0        | —      | —      | —     | —     | 6        | 0        |
| AS Monaco           | 2011/12          | Ligue 2          | 4     | 0     | 0     | 0     | 0        | 0        | —      | —      | —     | —     | 4        | 0        |
| AS Monaco           | 2012/13          | Ligue 2          | 8     | 0     | 1     | 0     | 3        | 0        | —      | —      | —     | —     | 12       | 0        |
| AS Monaco           | 2013/14          | Ligue 1          | 28    | 5     | 1     | 0     | 0        | 0        | —      | —      | —     | —     | 29       | 5        |
| AS Monaco           | 2014/15          | Ligue 1          | 27    | 0     | 2     | 0     | 2        | 0        | 8      | 0      | —     | —     | 39       | 0        |
| AS Monaco           | 2015/16          | Ligue 1          | 3     | 1     | 0     | 0     | 0        | 0        | 3      | 2      | —     | —     | 6        | 3        |
| AS Monaco           | Összesen         | Összesen         | 75    | 6     | 4     | 0     | 6        | 0        | 11     | 2      | —     | —     | 96       | 8        |
| Paris Saint-Germain | 2015/16          | Ligue 1          | 16    | 3     | 4     | 0     | 4        | 0        | 1      | 0      | —     | —     | 25       | 3        |
| Paris Saint-Germain | 2016/17          | Ligue 1          | 18    | 2     | 1     | 0     | 1        | 0        | 5      | 0      | 1     | 1     | 26       | 3        |
| Paris Saint-Germain | 2017/18          | Ligue 1          | 20    | 2     | 1     | 0     | 0        | 0        | 6      | 3      | 1     | 0     | 28       | 5        |
| Paris Saint-Germain | 2018/19          | Ligue 1          | 19    | 1     | 2     | 0     | 0        | 0        | 0      | 0      | 0     | 0     | 21       | 1        |
| Paris Saint-Germain | 2019/20          | Ligue 1          | 14    | 1     | 5     | 0     | 2        | 0        | 4      | 0      | 0     | 0     | 25       | 1        |
| Paris Saint-Germain | 2020/21          | Ligue 1          | 19    | 1     | 2     | 0     | —        | —        | 5      | 0      | 1     | 0     | 27       | 1        |
| Paris Saint-Germain | 2021/22          | Ligue 1          | 0     | 0     | 0     | 0     | —        | —        | 0      | 0      | 1     | 0     | 1        | 0        |
| Paris Saint-Germain | Összesen         | Összesen         | 106   | 10    | 15    | 0     | 7        | 0        | 21     | 3      | 4     | 1     | 153      | 14       |
| Fulham (kölcsön)    | 2022/23          | Premier League   | 1     | 0     | 0     | 0     | 0        | 0        | —      | —      | —     | —     | 1        | 0        |
| Fulham (kölcsön)    | Összesen         | Összesen         | 1     | 0     | 0     | 0     | 0        | 0        | 0      | 0      | 0     | 0     | 1        | 0        |
| Karrier összesen    | Karrier összesen | Karrier összesen | 182   | 16    | 19    | 0     | 13       | 0        | 32     | 5      | 4     | 1     | 250      | 22       |

### A válogatottban
2019. március 25-én frissítve.
| Válogatott    | Év       | Mérkőzés | Gól |
| ------------- | -------- | -------- | --- |
| Franciaország | 2014     | 2        | 0   |
| Franciaország | 2015     | 0        | 0   |
| Franciaország | 2016     | 4        | 1   |
| Franciaország | 2017     | 5        | 0   |
| Franciaország | 2018     | 0        | 0   |
| Franciaország | 2019     | 2        | 0   |
| Összesen      | Összesen | 13       | 1   |

#### Góljai a válogatottban
| #  | Dátum               | Helyszín                              | Meccs | Ellenfél    | Gól | Végeredmény | Kiírás              |
| -- | ------------------- | ------------------------------------- | ----- | ----------- | --- | ----------- | ------------------- |
| 1. | 2016. szeptember 1. | San Nicola Stadion, Bari, Olaszország | 3     | Olaszország | 3–1 | 3–1         | Barátságos mérkőzés |

## Sikerei, díjai

### Klubokban
AS Monaco
- Francia másodosztály: 2012–13

Paris Saint-Germain
- Francia bajnok: 2015–16, 2017–18, 2018–19, 2019–20[23]
- Francia kupa: 2015–16, 2016–17, 2017–18, 2019–20
- Francia ligakupa: 2015–16, 2016–17, 2017–18, 2019–20
- Francia szuperkupa: 2016, 2017, 2018, 2019, 2020
- Bajnokok Ligája döntős: 2019–20

### Egyéni
- Ligue 1 az év csapata: 2013–14